# Jesuitenkirche (Krakau)
Die römisch-katholische Peter-und-Paul-Kirche (polnisch Kościół Świętych Apostołów Piotra i Pawła) in Krakau befindet sich an der ul. Grodzka 52a und ist berühmt für die Statuen der zwölf Apostel an der Fassade des Bildhauers Hieronimus Canavesi.

## Geschichte

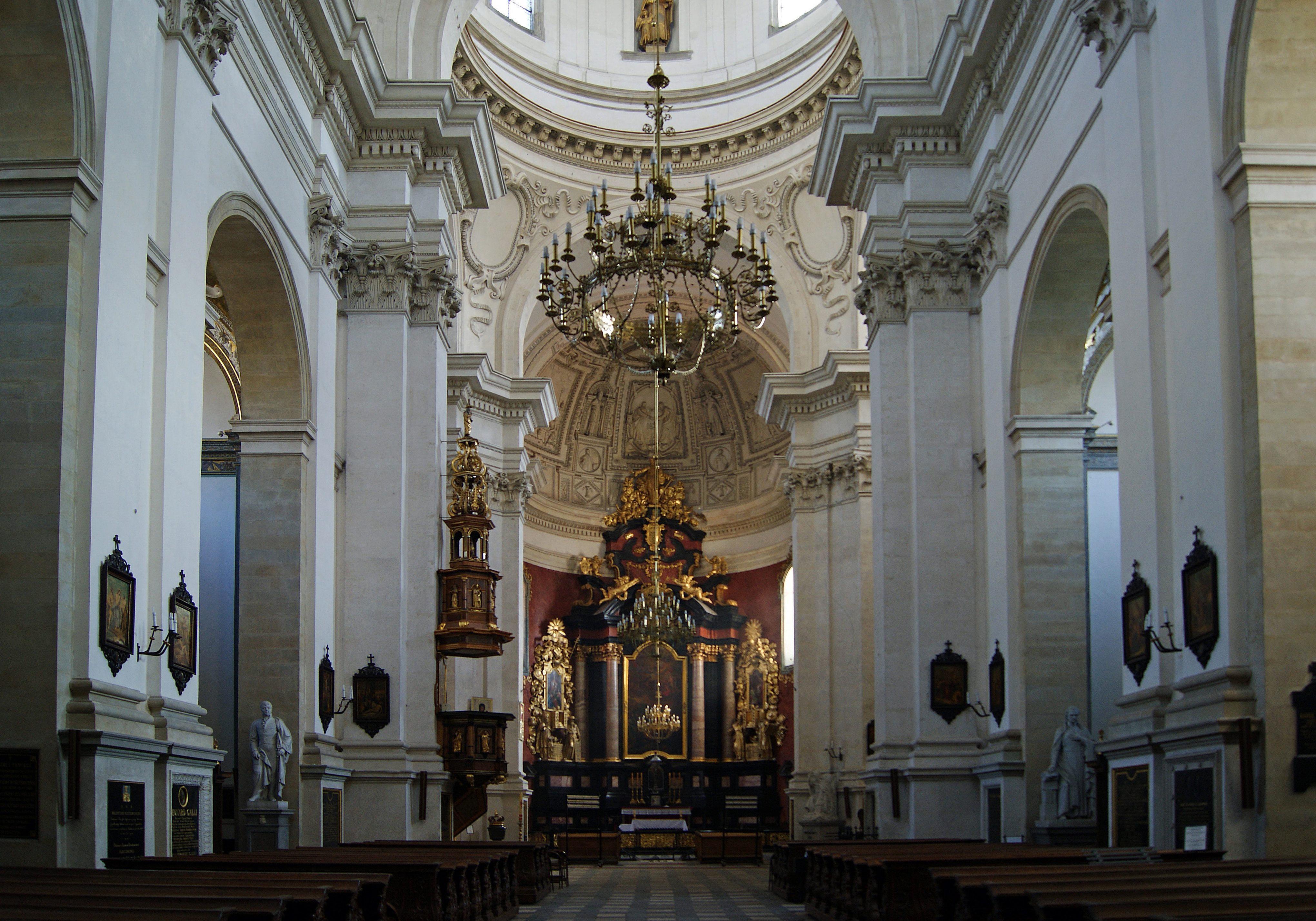
Innenraum

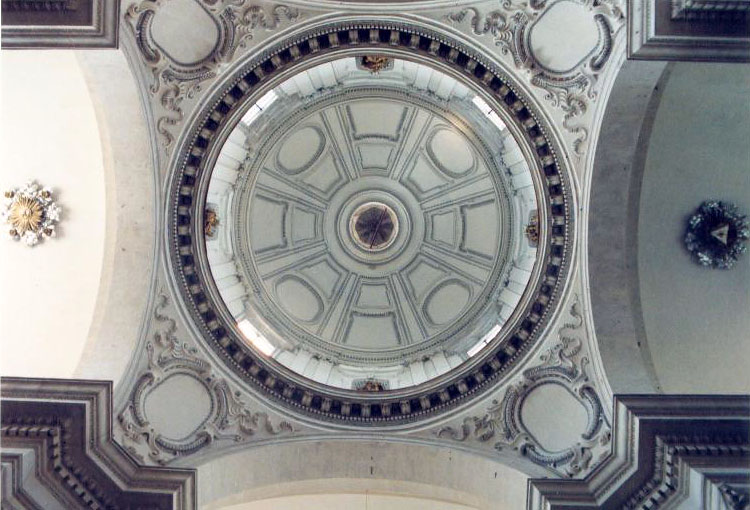
Kuppel

Die Peter-und-Paul-Kirche wurde auf Initiative des Priesters Piotr Skarga für den Jesuitenorden erbaut. Sie wurde von König Sigismund III. gestiftet. Um die Wende vom 16. zum 17. Jahrhundert wurde sie unter anderem von dem Architekten Giovanni Battista Trevano aus Lugano nach dem Vorbild der römischen Il-Gesù-Kirche entworfen. Im Jahre 1635 wurde sie fertiggestellt, sie war das erste Barockgebäude in Krakau. In der Kuppel der Kirche wurde ein so genanntes Foucaultsches Pendel aufgehängt, das durch seine Abweichung beweist, dass die Erde sich dreht. In der Krypta unter dem Altarraum der Kirche ruhen die Gebeine von Piotr Skarga. In einer weiteren Krypta unter der Erzengel-Michael-Kapelle ruhen die Bischöfe Stanisław Smoleński und Tadeusz Pieronek. 1960 erhielt die Kirche durch Papst Johannes XXIII. den Titel einer Basilica minor.
Die ursprünglichen am Eingang stehenden zwölf mächtigen frühbarocken Apostelfiguren wurden im 18. Jahrhundert durch Kopien ersetzt, da die Originale durch Luftverschmutzung völlig zerfressen waren. Im Jahr 2003 wurden sie erneut komplett restauriert, nachdem die aggressiven Emissionen der Krakauer Stahlhütte in Nowa Huta sie fast gänzlich zerstört hatten.